# Zhu Chen
Zhu Chen é uma enxadrista chinesa, naturalizada  saudita, GM e ex-campeã mundial. Ela é casada com o GM Mohamad Al-Modiahki e atualmente representa o Qatar em competições internacionais.

## Biografia
Em 1988 Chen se tornou a primeira enxadrista chinesa a vencer uma competição internacional ao vencer o Campeonato Mundial sub-12 na Romênia. Venceu também o Campeonato Mundial Junior de 1994 e 1996.  Em 2001, derrotou Alexandra Kosteniuk da Rússia e se tornou a 11ª Campeã Mundial Feminina de Xadrez.
Em 2004 na Geórgia, abriu mão de defender o título devido a um conflito de agendas provocados pela sua gravidez.